# Lương Kim Vĩnh
Lương Kim Vĩnh (1937 – 22 tháng 9 năm 2011) là một nghệ sĩ nhân dân, nghệ sĩ sáo dân tộc người Việt Nam. Ông nổi tiếng trong việc trình diễn và cải tiến những nhạc cụ sáo dân tộc của Việt Nam, đặc biệt là sáo Mông. Ông được truy tặng Giải thưởng Nhà nước về văn học nghệ thuật năm 2022.

## Tiểu sử
Lương Kim Vĩnh sinh năm 1937 tại xã Hoàn Long, huyện Hoài Đức, tỉnh Hà Tây, nay là Hà Nội. Tuy sinh ra và lớn lên ở Hà Nội nhưng ông có niềm đam mê cây Sáo Mông và các nhạc cụ của đồng bào dân tộc thiểu số.

## Sự nghiệp
Năm 1970, Lương Kim Vĩnh mới bắt đầu nghe được những tiếng sáo Mông đầu tiên. Người thầy đầu tiên của Lương Kim Vĩnh là ông Phìn ở xã Ngài Thầu, huyện Bát Xát, tỉnh Lào Cai.
Năm 1985, Kim Vĩnh mang hộp sáo Mông cải tiến sang Liên Xô và gây được sự chú ý. Sau một lần xem ông biểu diễn sáo Mông ghép, bộ trưởng Bộ Văn hóa Liên Xô nói rằng: "Không thể tưởng tượng được vì chỉ với mấy cây trúc do một người điều khiển mà nghe thấy cả âm thanh của một vùng rừng núi. Đây là cây sáo của một dân tộc rất thông minh". Tại Hàn Quốc, khi ông đang biểu diễn thì một nhà báo thổ lộ: "Hàn Quốc cũng có nhiều loại sáo nhưng sáo của người Mông Việt Nam khác hẳn, tuyệt vời hơn".
Ông đã từng là nhạc công của Đoàn Văn công Đường Sắt tỉnh Côn Minh, Trung Quốc (1952 - 1960), Đoàn Ca Múa tỉnh Vân Nam, Trung Quốc (1960 - 1969). Từ năm 1970 - 1976 là nhạc công Đoàn Ca Múa Lào Cai, nghệ sĩ sáo Đoàn Ca Múa Hoàng Liên Sơn (1976 - 1991). Ông còn từng là cán bộ phụ trách Đoàn Ca Múa tỉnh Lào Cai.
Năm 1991, tác phẩm "Lào Cai mùa xuân" đã nhận được sự đánh giá cao về mặt chuyên môn từ phía hội đồng giám khảo và bố con nghệ sĩ Lương Kim Vĩnh và Lương Hùng Việt đã giành được huy chương vàng.
Lương Kim Vĩnh là người đầu tiên đưa sáo Mông lên sân khấu chuyên nghiệp trong hội diễn toàn quốc ở Quảng Ninh. Bài sáo "Đêm trăng bản Mèo" của ông đoạt huy chương vàng. Ông đã có nhiều cải tiến cây sáo, mở rộng tầm cữ âm vực, cũng như kỹ thuật diễn tấu. Với những cải tiến của nghệ sĩ Lương Kim Vĩnh, cây sáo có thể diễn tấu linh hoạt được nhiều loại hình âm nhạc khác nhau, từ những bản nhạc cổ đến những sáng tác mới, có thể chơi độc tấu, song tấu và hoà tấu trong nhiều dàn nhạc. Từ những cải tiến của này, sáo Mông đã có mặt trong nhiều chương trình biểu diễn, giao lưu, cũng như tham dự các Festival âm nhạc quốc tế.
Các tác phẩm sáo Mông nổi tiếng của ông sáng tác và biểu diễn như "Đêm trăng bản Mông", "Lào Cai mùa xuân", "Chợ phiên Bắc Hà",... đã được phát nhiều lần trên Đài Tiếng nói Việt Nam, Đài Truyền hình Việt Nam, Đài Phát thanh truyền hình tỉnh Lào Cai và luôn là tiết mục cố định của Đoàn nghệ thuật dân tộc tỉnh Lào Cai.
Ông qua đời tối ngày 22 tháng 9 năm 2011 tại nhà riêng ở thành phố Lào Cai do bệnh tăng huyết áp.

## Thành tích
Năm 1993, ông được Nhà nước phong tặng danh hiệu nghệ sĩ ưu tú. Năm 2001, Lương Kim Vĩnh được Chủ tịch nước phong tặng danh hiệu Nghệ sĩ nhân dân. Ông còn nhận Huân chương Lao động hạng Ba, Huy chương "Vì sự nghiệp văn học - nghệ thuật Việt Nam", giải thưởng văn học - nghệ thuật Phan Xi Păng của UBND tỉnh Lào Cai, và nhiều giải thưởng, huy chương vàng cho các tiết mục sáng tác, biểu diễn sáo Mông cùng các nhạc cụ dân tộc thiểu số...
Ông được truy tặng Giải thưởng Nhà nước về văn học nghệ thuật năm 2022 với cụm tác phẩm : Đêm trăng bản Mèo, Phiên chợ Bắc Hà, Lào Cai mùa xuân.

## Nhận định
Với những đóng góp của mình, Lương Kim Vĩnh được mệnh danh là "vua sáo Mông". Nhà thơ Cù Huy Cận nhận xét ông trong một buổi biểu diễn: "Tiếng sáo Mông của nghệ sĩ Kim Vĩnh như một tiếng sấm vang trên vịnh Hạ Long".

## Đời tư
Con trai đầu của ông là Lương Thăng Long, một giảng viên sáo Mông tại Nhạc viện thành phố Hồ Chí Minh. Con trai thứ hai là Lương Hùng Việt (sinh 1971), giảng viên nhạc cụ hệ dân tộc, Trường đại học Văn hóa - nghệ thuật quân đội, được phong danh hiệu Nghệ sĩ ưu tú năm 2001, Nghệ sĩ nhân dân năm 2019. Hai cháu ngoại của ông là Vũ Thu Hương và Vũ Thanh Hằng cùng giành nhiều huy chương vàng với nhạc cụ sáo Mông cải tiến.